# Voo livre
Voo livre AO 1990 é um esporte radical, com voo não motorizado, que utiliza as térmicas (atividade térmica e do vento na Camada limite atmosférica) para realizar voos locais ou de grande distância, possibilitando alterar tanto a velocidade quanto a trajetória, e ainda escolher o local de pouso.
O voo é silencioso. O piloto pode perceber a estrutura espacial e as varições dos vórtices do escoamento atmosférico de maior ou menor dimensão em relação a dimensão da aeronave. Dessa forma distingue-se do paraquedismo, do BASE jumping e do balonismo, sendo mais próximo do voo das aves que plainam durante o movimento de ascensão ou deslocamento helicoidal.
As duas principais modalidades são o parapente e a asa-delta.
Em Portugal, existe a Federação de Voo Livre, Parapente e Asa Delta, que opera entre outros sítios, na Serra da Arrábida, no distrito de Setúbal.
O Brasil é considerado o "Havaí do voo livre". A cidade de Governador Valadares, em Minas Gerais, tem o título de Capital Mundial do Voo Livre. O país também possui outras cidades de renome no esporte.